# Атте Мякінен
Атте Мякінен (фін. Atte Mäkinen; 17 травня 1995, м. Тампере, Фінляндія) — фінський хокеїст, захисник. Виступає за «Таппара» (Тампере) у Лійзі.
Вихованець хокейної школи «Таппара» (Тампере). Виступав за «Таппара» (Тампере), ЛеКі (Лемпяаля), «Юкуріт».
У чемпіонатах Фінляндії — 44 матчі (1+3).
У складі молодіжної збірної Фінляндії учасник чемпіонату світу 2015. У складі юніорської збірної Фінляндії учасник чемпіонатів світу 2013 і 2013.
Досягнення
- Бронзовий призер юніорського чемпіонату світу (2013).